# 1872 en Italie
Chronologie de l'Italie
- 1868
- 1869
- 1870
- 1871
- 1872
- 1873
- 1874
- 1875
- 1876

## Événements
- 26 avril : éruption du Vésuve[1].

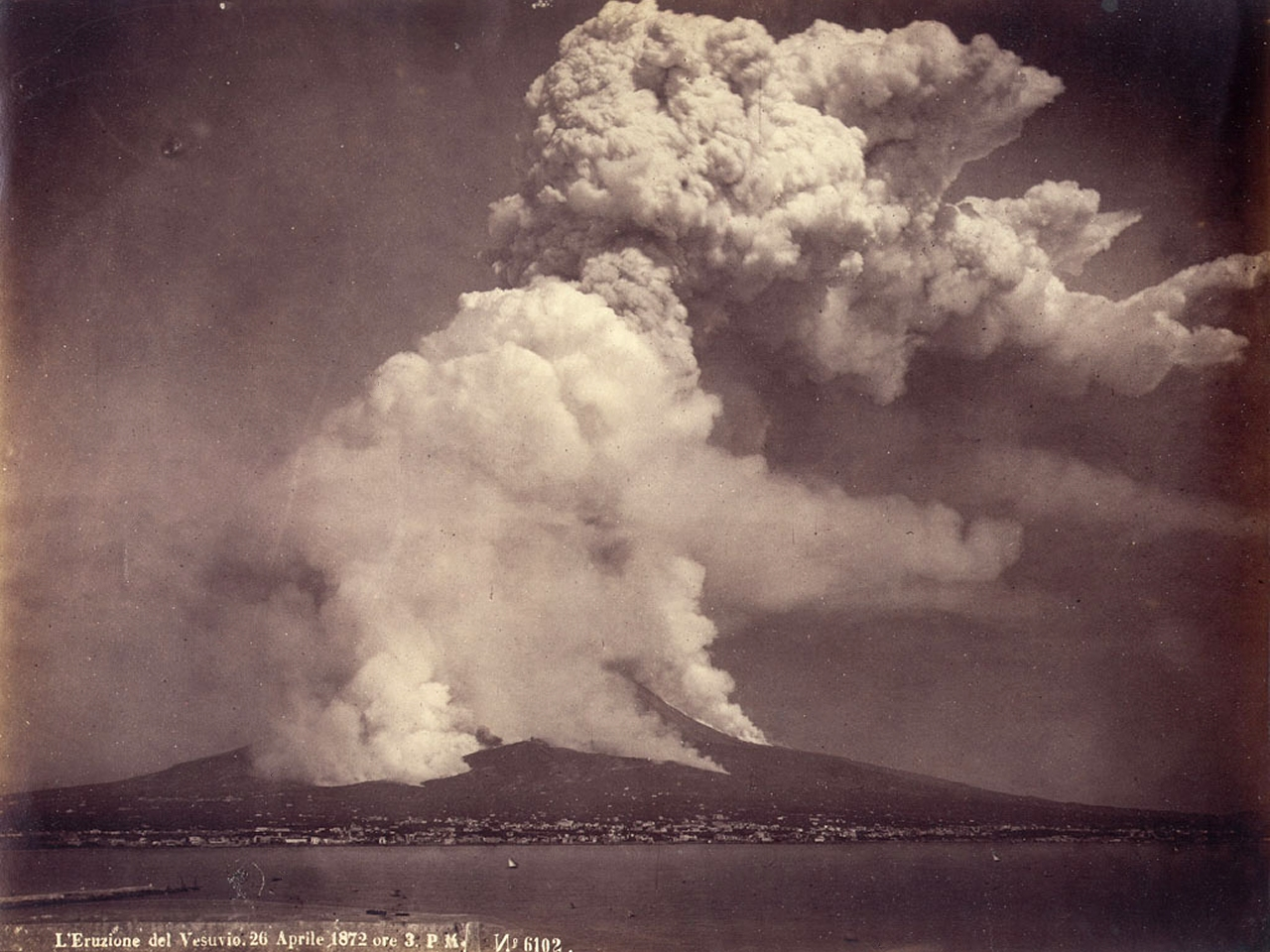
Éruption du Vésuve, photographie de Giorgio Sommer.

- 5 août : fondation à Mornese de la congrégation des Filles de Marie Auxiliatrice[2].
- 15 octobre : fondation par décret royal du corps des Alpini à l'initiative de Giuseppe Perrucchetti[3].

## Naissances en 1872
- 24 janvier : Carlo Sforza, comte de Castel San Giovanni, diplomate, homme politique, descendant de la célèbre famille Sforza, l'une des grandes figures morales de l'opposition au régime fasciste italien. († 4 septembre 1952)
- 11 avril : Romolo Bacchini, peintre, musicien, poète et réalisateur, pionnier du cinéma italien, actif à l'époque du cinéma muet. († 27 mars 1938)
- 2 juin : Orneore Metelli, peintre de style art naïf. († 26 novembre 1938)
- 29 septembre : Giovanni Malfitano ,  chimiste et philosophe. († 6 avril 1941)
- 22 octobre : Alessio Ascalesi, cardinal, créé par le pape Benoît XV. († 11 mai 1952)
- 20 novembre : Giuseppe Boano, peintre, graveur, affichiste et illustrateur. († 1er mai 1938)

## Décès en 1872
- 7 juin : Enrico Alvino, 63 ans, architecte et urbaniste, particulièrement actif à Naples au milieu du XIXe siècle. (° 29 mars 1809)
- 11 juillet : Eugenia Tadolini, 63 ans, chanteuse lyrique (soprano). (° 5 juillet 1809)
- 6 août : Benedetta Rosmunda Pisaroni, 79 ans, chanteuse lyrique (soprano et contralto), créatrice de nombreux rôles dans ces deux tessitures, notamment dans les opéras de Gioachino Rossini et de Giacomo Meyerbeer. (° 16 mai 1793)
- 9 octobre : Romolo Liverani, 63 ans, peintre, scénographe et décorateur d'intérieur néoclassique du XIXe siècle. (° 12 septembre 1809)
- 20 novembre : Francesco Lucca, 69 ans,  éditeur d'ouvrages musicaux, fondateur de la Casa musicale Lucca. (° 21 décembre 1802)